# Наномир
Наномир је насеље у општини Мионица, у Колубарском округу, у Србији. Према попису из 2022. било је 171 становника.

## Демографија
У насељу Наномир живи 172 пунолетна становника, а просечна старост становништва износи 35,6 година (34,7 код мушкараца и 36,5 код жена). У насељу има 66 домаћинстава, а просечан број чланова по домаћинству је 3,62.
Становништво у овом насељу веома је нехомогено, а у последња три пописа, примећен је пад у броју становника.
Село Наномир је једно од два села у Србији у коме Роми чине етничку већину, друго село је Барлово у општини Куршумлија.
|  |

| Демографија | Демографија | Демографија |
| Година      | Становника  | Становника  |
| ----------- | ----------- | ----------- |
| 1948.       | 353         |             |
| 1953.       | 368         |             |
| 1961.       | 389         |             |
| 1971.       | 391         |             |
| 1981.       | 346         |             |
| 1991.       | 281         | 247         |
| 2002.       | 239         | 241         |

| Етнички састав према попису из 2002.‍ | Етнички састав према попису из 2002.‍ | Етнички састав према попису из 2002.‍ | Етнички састав према попису из 2002.‍ | Етнички састав према попису из 2002.‍ |
| ------------------------------------ | ------------------------------------ | ------------------------------------ | ------------------------------------ | ------------------------------------ |
|                                      |                                      |                                      |                                      |                                      |
| Роми                                 | Роми                                 |                                      | 120                                  | 50,20%                               |
| Срби                                 | Срби                                 |                                      | 118                                  | 49,38%                               |
| Македонци                            | Македонци                            |                                      | 1                                    | 0,41%                                |

| Година пописа     | 1948. | 1953. | 1961. | 1971. | 1981. | 1991. | 2002. |
| ----------------- | ----- | ----- | ----- | ----- | ----- | ----- | ----- |
| Број домаћинстава | 66    | 73    | 85    | 86    | 83    | 76    | 66    |

| Број чланова      | 1  | 2  | 3 | 4 | 5  | 6 | 7 | 8 | 9 | 10 и више | Просек |
| ----------------- | -- | -- | - | - | -- | - | - | - | - | --------- | ------ |
| Број домаћинстава | 15 | 11 | 5 | 9 | 14 | 8 | 2 | 1 | 0 | 1         | 3,62   |

| Пол    | Укупно | Неожењен/Неудата | Ожењен/Удата | Удовац/Удовица | Разведен/Разведена | Непознато |
| ------ | ------ | ---------------- | ------------ | -------------- | ------------------ | --------- |
| Мушки  | 92     | 22               | 62           | 7              | 1                  | 0         |
| Женски | 89     | 8                | 61           | 18             | 2                  | 0         |
| УКУПНО | 181    | 30               | 123          | 25             | 3                  | 0         |

| Пол    | Укупно                    | Пољопривреда, лов и шумарство | Рибарство                            | Вађење руде и камена | Прерађивачка индустрија       |
| ------ | ------------------------- | ----------------------------- | ------------------------------------ | -------------------- | ----------------------------- |
| Мушки  | 47                        | 24                            | 0                                    | 1                    | 7                             |
| Женски | 27                        | 21                            | 0                                    | 0                    | 3                             |
| УКУПНО | 74                        | 45                            | 0                                    | 1                    | 10                            |
| Пол    | Производња и снабдевање   | Грађевинарство                | Трговина                             | Хотели и ресторани   | Саобраћај, складиштење и везе |
| Мушки  | 2                         | 1                             | 3                                    | 0                    | 1                             |
| Женски | 0                         | 0                             | 1                                    | 0                    | 0                             |
| УКУПНО | 2                         | 1                             | 4                                    | 0                    | 1                             |
| Пол    | Финансијско посредовање   | Некретнине                    | Државна управа и одбрана             | Образовање           | Здравствени и социјални рад   |
| Мушки  | 0                         | 0                             | 1                                    | 0                    | 1                             |
| Женски | 0                         | 1                             | 1                                    | 0                    | 0                             |
| УКУПНО | 0                         | 1                             | 2                                    | 0                    | 1                             |
| Пол    | Остале услужне активности | Приватна домаћинства          | Екстериторијалне организације и тела | Непознато            | Непознато                     |
| Мушки  | 1                         | 0                             | 0                                    | 5                    | 5                             |
| Женски | 0                         | 0                             | 0                                    | 0                    | 0                             |
| УКУПНО | 1                         | 0                             | 0                                    | 5                    | 5                             |